# Potawatomi
Potawatomi tudi Potavatomi (/ˌpɒtəˈwɒtəmi/), imenovani tudi Pottawatomi in Pottawatomie (med številnimi različicami), so indijansko pleme Velike planjave, zgornje reke Misisipi in zahodne regije Velikih jezer. Tradicionalno govorijo potavatomski jezik, ki je član algonkinskih jezikov. So tudi Prvi narod v Kanadi. Potavatomi se imenujejo Neshnabé,kognat besede Anishinaabe. Potavatomi so del dolgoročnega zavezništva, imenovanega "Svet treh ognjev", z Chippewa in Odawa (Ottawa). V Svetu treh ognjev so Potavatomi obravnavani kot "najmlajši brat". Njihovi ljudje so v tem kontekstu imenovani Bodéwadmi, ime, ki pomeni "varuhi ognja" in se nanaša na svetni ogenj treh ljudstev.
V 19. stoletju so bile nekatere skupine Potavatomijev potisnjene na zahod zaradi evropsko/ameriškega poseganja. V 1830-ih je zvezna vlada preselila večino z njihovih ozemelj vzhodno od reke Misisipi na Indijansko ozemlje – najprej v Kansas, Nebrasko in nazadnje v Oklahomo. Nekatere skupine so preživele v regiji Velikih jezer in so danes zvezno priznane kot plemena, poleg Potavatomijev v Oklahomi.

## Ime
Angleško "Potawatomi" izhaja iz ojibwejskega jezika Boodewaadamii(g) (sinkopirano v ottawskem jeziku kot Boodewaadmii(g)). Potavatomsko ime zanje (endonim) je Bodéwadmi (brez sinkope: Bodéwademi; množina: Bodéwadmik), kognat ojibwejske oblike. Njihovo ime pomeni "tisti, ki skrbijo za ognjišče", kar se nanaša na ognjišče "Sveta treh ognjev". Beseda izvira iz "skrbeti za ognjišče", kar je bodewadm (brez sinkope: bodewadem) v potavatomskem jeziku; ojibwejska in ottawska oblika sta boodawaadam oziroma boodwaadam.
Alternativno se Potawatomi imenujejo Neshnabé (brez sinkope: Eneshenabé; množina: Neshnabék), kognat ojibwejskega Anishinaabe(g), kar pomeni "izvirni ljudje".

## Nauki
Potavatomi učijo svoje otroke o "Sedmih naukih dedkov" modrosti, spoštovanja, ljubezni, poštenosti, ponižnosti, poguma in resnice drug do drugega in do vsega stvarstva. Vsako načelo uči enakost in pomembnost njihovih sotribalcev ter spoštovanje do vseh naravnih stvaritev.
Zgodba, ki je podlaga tem naukom, uči o pomembnosti potrpežljivosti in poslušanja. Sledi potovanju vodnega pajka, da bi pridobil ogenj, da bi druge živali lahko preživele mraz. Medtem ko druge živali ena za drugo stopajo naprej in razglašajo, da bodo one tiste, ki bodo pridobile ogenj, vodni pajek sedi in čaka, medtem ko posluša svoje tovariše. Ko končajo in se borijo s svojimi strahovi, stopi naprej in naznani, da bo ona tista, ki bo prinesla ogenj nazaj. Medtem ko se ji smejijo in dvomijo vanjo, iz svoje mreže splete skledo, ki jo uporabi za plovbo po vodi, da bi pridobila ogenj.Prinese nazaj žerjavico, iz katere živali zakurijo ogenj, in slavijo njeno čast in pogum.

## Zgodovina
Potawatomi so prvič omenjeni v francoskih zapisih, ki kažejo, da so v začetku 17. stoletja živeli na območju današnjega jugozahodnega Michigana. Med "Beawer ˙˙Bobrovimi) vojnami so pobegnili na območje okoli Green Baya (jezero Michigan), da bi se izognili napadom tako Irokezov kot tudi Neutral plemena, ki so iskali razširjena lovišča. Ocenjuje se, da je leta 1658 Potawatomi štelo okoli 3.000 ljudi.
Kot pomemben del Tecumsehove konfederacije so se potawatomski bojevniki udeležili Tecumsehove vojne in vojne leta 1812. Njihova zavezništva so se večkrat spreminjala med Združenim kraljestvom in Združenimi državami, ko so se spreminjala razmerja moči med narodi, in so izračunali učinke na svoje trgovinske in zemljiške interese.
V času vojne leta 1812 je skupina Potawatomi naseljevala območje blizu Fort Dearborna, kjer se je razvil Chicago. Pod vodstvom poglavarjev Blackbirda in Nuscotomega (Nori jeseter) je sila okoli 500 bojevnikov napadla evakuacijsko kolono Združenih držav, ki je zapuščala Fort Dearborn. Ubili so večino civilistov in 54 mož iz sile kapitana Nathana Healda ter ranili mnoge druge. George Ronan, prvi diplomant West Pointa, ki je bil ubit v boju, je umrl v tej zasedi. Incident se imenuje bitka pri Fort Dearbornu. Potawatomski poglavar po imenu Black Partridge (Mucktypoke) (Makdébki, Črna jerebica), je svojim sobojevnikom svetoval proti napadu. Kasneje je rešil nekaj civilnih ujetnikov, ki so jih Potawatomi prodali.

### Francosko obdobje (1615–1763)
Francosko obdobje stikov se je začelo z zgodnjimi raziskovalci, ki so dosegli Potawatomi v zahodnem Michiganu. Pleme so našli tudi ob polotoku Door v Wisconsinu. Do konca francoskega obdobja so se Potawatomi začeli seliti na območje Detroita, zapuščajoč velike skupnosti v Wisconsinu.
- Madouche med Fox vojnama

- Millouisillyny

- Onanghisse (Wnaneg-gizs "Svetleča svetloba") v Green Bayu

- Otchik v Detroitu

### Britansko obdobje (1763–1783)
Britansko obdobje stikov se je začelo, ko je Francija odstopila svoja ozemlja po porazu z Britanijo v Francoski in indijanski vojni (severnoameriška fronta Sedemletne vojne). Pontiacov upor je bil poskus domorodcev, da bi Britance in druge evropske naseljence izrinili s svojega ozemlja. Potawatomi so zajeli vsako britansko obmejno garnizijo razen tiste v Detroitu.
Narod Potawatomi je še naprej rasel in se širil proti zahodu od Detroita, predvsem z razvojem vasi St. Joseph ob plemenu Miami v jugozahodnem Michiganu. Skupnosti v Wisconsinu so se nadaljevale in se premikale proti jugu ob obali jezera Michigan.
- Nanaquiba (Vodni mokasini) v Detroitu

- Ninivois v Detroitu

- Peshibon ob reki St. Joseph (jezero Michigan)

- Washee (iz Wabzi, "Labod") v St. Josephu med Pontiacovim uporom

### Obdobje pogodb Združenih držav (1783–1830)
Obdobje pogodb Združenih držav v zgodovini Potawatomi se je začelo s Pariško pogodbo (1783), ki je končala Ameriško revolucionarno vojno in vzpostavila interes Združenih držav v spodnjih Velikih jezerih.Trajalo je, dokler niso bile podpisane pogodbe za preselitev Indijancev. ZDA so Potawatomije priznavale kot eno pleme. Pogosto so imeli nekaj plemenskih voditeljev, ki so jih sprejele vse vasi. Potawatomi so imeli decentralizirano družbo z več glavnimi delitvami glede na geografske lokacije: območje Milwaukee ali Wisconsin, Detroit ali reka Huron (Michigan), reka St. Joseph (Michigansko jezero), reka Kankakee, reka Tippecanoe in reka Wabash, reka Illinois in jezero Peoria ter reka Fox (pritok reke Illinois).
Spodaj navedeni poglavarji so razvrščeni po geografskih območjih.

#### Milwaukee Potawatomi
- Manamol[5]

- Siggenauk (Siginak: "Le Tourneau" ali "Blackbird")[5]

#### Chicago Potawatomi
- Billy Caldwell,[5] znan tudi kot Sauganash (Zhagnash: "Anglež") (1780–1841)

#### Des Plaines in Fox River Potawatomi
- Aptakisic (Aabitaagiizhig--> "Pol dneva")[6]

- Mukatapenaise, a.k.a. Black Partridge (poglavar) (Mkedébnés "Blackbird")[5]

- Waubonsie (Wabenizhi, 'Povzroča bledico,' povezano z 'waben' kar pomeni zora.)[5]

- Waweachsetoh[5] skupaj z La Gesse, Gomo ali Masemo (Počivajoča riba)

#### Illinois River Potawatomi
- Mucktypoke[5] (Makdébki: "Black Partridge")

- Senachewine[5] (died 1831) (Petacho ali Znajjewan "Težak tok") je bil brat Goma, ki je bil poglavar med Potawatomi ob jezeru Peoria

#### Kankakee River (Iroquois in Yellow Rivers) Potawatomi
- Main Poc,[5] znan tudi kot Webebeset ("Prekanjeni")

- Micsawbee[7] 19. stoletje

- Notawkah[5] (Klopočača) ob reki Yellow (Indiana)

- Nuscotomeg[5] (Neshkademég, "Nori jeseter") ob reki Iroquois (Indiana-Illinois) in reki Kankakee

- Mesasa (Mezsézed, "Puranjek")[5]

#### St. Joseph in Elkhart Potawatomi
- Chebass[5] (Zhshibés: "Mala raca") ob reki St. Joseph

- Five Medals (Wa-nyano-zhoneya: "Pet kovancev")[5] ob reki Elkhart

- Onaska[7] ob reki Elkhart

- Topinabee (I) (Tisti, ki tiho sedi) (died 1826)[5]

#### Tippecanoe in Wabash River Potawatomi
- Aubenaubee[5][7] (1761–1837/8) ob reki Tippecanoe

- Askum[5] (Več in več) ob reki Eel (reka Wabash)

- George Cicott[7] (1800?–1833)

- Keesass ob reki Wabash

- Kewanna[7] (1790?–1840s?) (Prerijski piščanec) Reka Eel

- Kinkash[5] (glej Askum)

- Magaago

- Monoquet (poglavar Potawatomi)[5][7] (1790s–1830s) ob reki Tippecanoe

- Tiosa[7] ob reki Tippecanoe

- Winamac  I) (Winmég,""""Som".)[7]—zavezniki Britancev med vojno leta 1812

- Winamac II)|Winamac (Winmég, "Som")[7]—zavezniki Američanov med vojno leta 1812

#### Potavatomi iz Fort Wayna
- Metea[7] (1760?–1827) (Mdewé, "Godrnja")

- Wabnaneme[5][7] na reki Pigeon

### Obdobje ameriške odstranitve (1830–1840)
Obdobje odstranitve v zgodovini Potavatomijev se je začelo s pogodbami iz poznih 1820-ih, ko so Združene države ustanovile rezervate. Billy Caldwell in Alexander Robinson sta se pogajala za Združene narode Čipev, Otave in Potavatomijev v Drugi pogodbi iz Prairie du Chien (1829), s katero so odstopili večino svojih zemljišč v Wisconsinu in Michiganu. Nekateri Potavatomiji so postali verski privrženci "preroka Kickapooja", Kennekuka. Z leti so ZDA zmanjševale velikost rezervatov pod pritiskom priseljencev evropskega porekla po zemljiščih. 
Končni korak je sledil Pogodbi iz Chicaga, o kateri sta se leta 1833 za plemena pogajala Caldwell in Robinson. V zameno za odstop zemljišč so ZDA obljubile nova zemljišča, letne dajatve in zaloge, da bi ljudem omogočile razvoj novih domov. Potavatomiji iz Illinoisa so bili preseljeni v Nebrasko, Potavatomiji iz Indiane pa v Kansas, oba zahodno od reke Mississippi. Pogosto so bile letne dajatve in zaloge zmanjšane ali so prispele pozno in Potavatomiji so po preselitvah trpeli. Tisti v Kansasu so bili kasneje preseljeni na[Indijansko ozemlje (zdaj Oklahoma). Preselitev Potavatomijev iz Indiane je dokumentiral katoliški duhovnik Benjamin Petit, ki je spremljal Indijance na "Potavatomijski poti smrti" leta 1838. Petit je umrl med vračanjem v Indiano leta 1839. Njegov dnevnik je bil objavljen leta 1941, več kot 100 let po njegovi smrti, s strani Zgodovinskega društva Indiane.
Mnogi Potavatomiji so našli načine, kako ostati, predvsem tisti v Michiganu. Drugi so pobegnili k svojim sosedom Odawa ali v Kanado, da bi se izognili preselitvi na zahod.
- Iowa, reka Wabash

- Maumksuck (Mangzed, "Velika noga") pri Ženevskem jezeru

- Mecosta (Mkozdé, "Ima medvedjo nogo")

- Poglavar Menominee (1791?–1841) Dvojna jezera okrožja Marshall

- Pamtipee iz Nottawasippija

- Mackahtamoah (Mkedémwi, "Črni volk") iz Nottawasippija

- Pashpoho iz Rumene reke (Indiana)| blizu Rochester, Indiana

- Pepinawah

- Leopold Pokagon (ok. 1775–1841)

- Simon Pokagon (ok. 1830–1899)

- Sauganash (Billy Caldwell) je svojo skupino končno preselil v današnji Council Bluffs, Iowa leta 1838, kjer so živeli v taboru, znanem kot Caldwellov tabor. Oče Pierre-Jean De Smet je tam ustanovil misijo, ki je bila aktivna v letih 1837–1839.

- Shupshewahno (19. stoletje – 1841) ali Shipshewana (Vizija leva) pri jezeru Shipshewana.[9]

- Topinbee (Mlajši) ob reki St. Joseph (jezero Michigan)

- Wabanim (Wabnem, "Beli pes") ob reki Iroquois (Indiana-Illinois)

- Michicaba (Želvja želva) ob reki Iroquois (Indiana-Illinois)

- Wanatah

- Weesionas (glej Ashkum)

- Wewesh

## Prebivalstvo
| Leto     | Skupaj | Združene države | Kanada |
| -------- | ------ | --------------- | ------ |
| 1667     | 4,000  |                 |        |
| 1765     | 1,500  |                 |        |
| 1766     | 1,750  |                 |        |
| 1778     | 2,250  |                 |        |
| 1783     | 2,000  |                 |        |
| 1795     | 1,200  |                 |        |
| 1812     | 2,500  |                 |        |
| 1820     | 3,400  |                 |        |
| 1843     |        | 1,800           |        |
| 1854     | 4,440  | 4,040           | 400    |
| 1889     | 1,582  | 1,416           | 166    |
| 1908     | 2,742  | 2,522           | 220    |
| 1910     | 2,620  | 2,440           | 180    |
| 1997     | 25,000 |                 |        |
| 1998     | 28,000 |                 |        |
| ok. 2006 | 21,000 | 17,000          | 4,000  |
| 2010     | 23,400 | 21,000          | 2,400  |
| 2014     |        |                 | 4,500  |
| 2018     |        |                 | 6,700  |

## Klani
La Chauvignerie (1736) in Morgan (1877) med Potawatomi doodemi (klani) omenjata:
| - Bené (puran) - Gagagshi (vrana) - Gnew (zlati orel) - Jejakwe' (gromovnik, tj.Žerjav) - Mag (Loon) - Mekchi (Žaba) | - Mek (Bober) - Mewi'a (Volk) - Mgezewa (Beloglavi orel) - Mkedésh-gékékwa (Črni jastreb) - Mko (Medved) - Mshéwé (Los) | - Mshike' (Želva) - Nme' (Jeseter) - Nmébena (Krap) - Shage'shi (Rak) - Wabozo (Zajec) - Wakeshi (Lisica) |

## Etnobotanika
Epigaea repens imajo za svojo plemensko rožo in verjamejo, da je prišla neposredno od njihovega božanstva. Allium tricoccum se uživa v tradicionalni kuhinji Potawatomi. Infuzijo korenine Uvularia grandiflora zmešajo s svinjsko mastjo in jo uporabljajo kot mazilo za masažo bolečih mišic in tetiv. Symphyotrichum novae-angliae uporabljajo kot kadilo za oživitev. Vaccinium myrtilloides je del njihove tradicionalne kuhinje in se uživa sveže, posušeno in konzervirano. Uporabljajo tudi koreninsko lubje rastline za nedoločeno bolezen.

## Lokacija
Potawatomi so sprva živeli v Spodnjem Michiganu, nato so se preselili v severni Wisconsin in se sčasoma naselili v severni Indiani in osrednjem Illinoisu. V začetku 19. stoletja je ameriška vlada zasegla večje dele ozemlja Potawatomi. Po Chicaški pogodbi leta 1833, s katero je pleme odstopilo svoja ozemlja v Illinoisu, je bila večina ljudstva Potawatomi preseljena na indijansko ozemlje, zahodno od reke Mississippi. Mnogi so umrli na poti v nove dežele na zahodu med potovanjem skozi Iowo, Kansas in indijansko ozemlje, po tistem, kar je postalo znano kot "Potawatomi Trail of Death - Pot smrti".
| Leto ali stoletje | Lokacija                                            |
| ----------------- | --------------------------------------------------- |
| 1615              | Vzhodno od Michilimackinac, MI                      |
|                   | Otoki polotoka Door, WI (1. Fr)                     |
| 1640              | (do) z Hochunk (Winnebago) zahodno od Green Bay, WI |
| 1641              | Sault Ste. Marie, MI                                |
| 1670              | Ustje Green Bay, WI/MI                              |
| 17. stoletje      | Reka Milwaukee, WI                                  |
| 1780s             | na reki St. Joseph, MI/IN                           |

## Jezik
Potawatomi (tudi Pottawatomie; v Potawatomi Bodéwadmimwen ali Bodéwadmi Zheshmowen ali Neshnabémwen) je centralni algonkinski jeziki ] in se govori okoli Velikih jezer v Michiganu in Wisconsinu. Govorijo ga tudi Potawatomi v Kansasu, Oklahomi in v južnem Ontariu. Od leta 2001 je bilo manj kot 1.300 ljudi, ki govorijo Potawatomi kot prvi jezik, večina jih je starejših. Ljudje si prizadevajo za oživitev jezika, kar dokazujejo nedavna prizadevanja, kot je spletni slovar, ki ga je ustvarilo združenje "Citizen Potawatomi Nation]" ali različni viri, ki so na voljo prek Pokagon Band of Potawatomi Indians.
Jezik Potawatomi je najbolj podoben jeziku Odawa; prav tako si je precej besedišča izposodila od Sauk plemena. Kot jezik Odawa ali ottawski dialekt anishinaabskega jezika, potavatomski jezik kaže veliko mero samoglasniške sinkope.
Mnoga mesta na srednjem zahodu Združenih držav imajo imena, ki izvirajo iz potavatomskega jezika, vključno z Waukegan, Muskegon, Oconomowoc, okrožje Pottawattamie, Kalamazoo in Skokie, Illinois.